# نادي الشبيبة

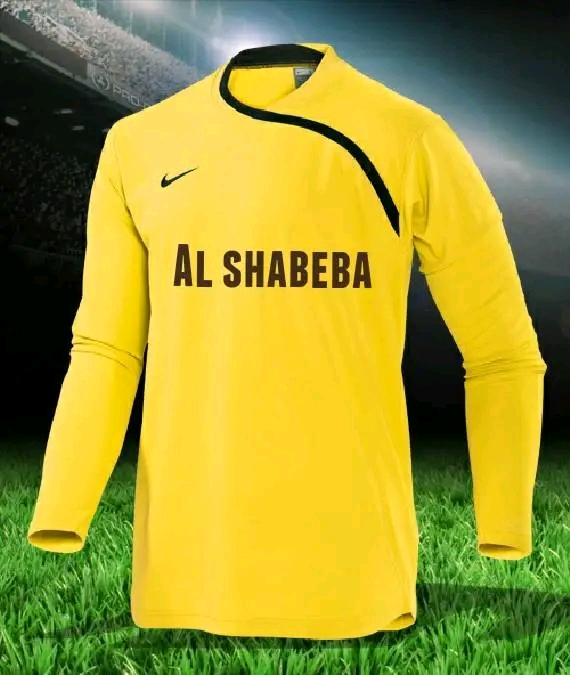
غلالة النادي

نادي الشبيبة والاسم الرسمي هو نادي الشبيبة ترهونة تأسس عام 1982 ، هو أحد أندية كرة القدم في ليبيا يقع مقره الرئيسي في مدينة ترهونة الليبية و هو أحد أندية المدينة الثلاث : نادي الأمل ونادي صقور الساقية يعتبر النادي من أقدم أندية ليبيا و شعاره باللونين الأصفر و الأسود و يلعب ضمن أندية الدرجة الثانية في ليبيا الملعب الذي من المفترض أن يكون ملعبه الرئيسي هو ملعب الشرشارة بمدينة ترهونة و لكن لظروف الصيانة فالنادي يلعب في ملاعب مدينة طرابلس وجنزور و بسبب اختيار الاتحاد العام الليبي لكرة القدم لملاعب معينة كي تقام عليها مباريات مسابقة الدرجة الثانية بكرة القدم.